# Моллаеи, Саид
Саид Моллаеи (азерб. Səid Mollayi, перс. سعید ملایی‎; род. 5 января 1992, Тегеран) — азербайджанский (в прошлом иранский и монгольский) дзюдоист (азербайджанец по происхождению), чемпион мира 2018 года в весовой категории до 81 кг. Призёр азиатских игр и чемпионатов Азии по дзюдо. Серебряный призёр Олимпийских игр 2020 в Токио (выступил за сборную Монголии).

## Биография
В 2015 и 2016 годах выиграл бронзовую медаль в категории до 81 кг на чемпионате Азии.
Принял участие в Олимпийских играх 2016 года, но в первом раунде уступил россиянину Хасану Халмурзаеву.
На чемпионате мира 2017 года в Будапеште стал бронзовым призёром.
На летних азиатских играх в августе в Джакарте стал серебряным призёром.
На чемпионате мира 2018 года в Баку в весовой категории до 81 кг завоевал золотую медаль — первую на мировых чемпионатах.
На чемпионате мира в 2019 в Токио в дальнейшем отказался выступать за Иран и заявил, что будет выступать под олимпийским флагом, сообщив Мариусу Визеру, председателю Международной федерации дзюдо, на то, что иранские власти приказали ему проиграть в полуфинале бельгийцу Маттиасу Кассе, чтобы Моллаеи не попал на матч с израильтянином Саги Муки. Мири Регев, министр культуры и спорта Израиля, заявила о готовности организовать отдельный матч между Муки и Моллаеи. Саги выразил симпатию Саиду и заявил, что был бы рад выйти против него
После Чемпионата мира 2019 в Токио Саид Моллаеи отказался выступать за Иран и вскоре получил политическое убежище в Германии. В декабре 2019 года спортсмен получил монгольский паспорт. С марта 2020 года дзюдоист выступает под монгольским флагом по решению Международного олимпийского комитета (МОК).
2 мая вновь сменил спортивное гражданство и получил право выступать за Азербайджан. Свой переход в сборную Азербайджана Моллаеи прокомментировал следующим образом:
После завершения контракта с Монголией я обратился в Федерацию Азербайджана и рад, что будут выступать за родную страну. Впереди чемпионат мира и Европы, а в 2024 году Олимпиада. Сделаю все ради достижения высоких результатов.